# 志土地希果
志土地 希果（しどち まれか、1992年4月7日 - ）は、日本の元女子レスリング選手。

## 経歴・人物
熊本県熊本市出身。
至学館高等学校、至学館大学卒。元至学館大学レスリング部コーチで日本選手団のコーチを務める志土地翔大は兄にあたり、その妻である志土地真優（旧姓：向田）は義姉にあたる。
2011年全日本選抜選手権で女子51kg級で優勝、同年の世界選手権の代表に内定した。
JOCの仲介による就職支援ナビゲーションシステム「アスナビ」で2015年（平成27年）4月1日にジェイテクトに入社。
2018年（平成30年）1月17日に現役引退をTwitter上で発表している。8月8日には全日本レスリング王者の田野倉翔太＝東京・自由ヶ丘学園高教）と入籍。